# Abborrvatten (Romelanda socken, Bohuslän)
Abborrvatten är en sjö i Kungälvs kommun i Bohuslän och ingår i Göta älvs huvudavrinningsområde. Abborrvattnet ligger i Svartedalen Natura 2000-område. Sjön är 4,7 meter djup, har en yta på 0,0074 kvadratkilometer och är belägen 117 meter över havet.